# 獅山向洋
獅山 向洋（ししやま こうよう、1940年（昭和15年）11月2日 - 2024年（令和6年）8月3日）は、日本の政治家、弁護士、検察官。滋賀県彦根市長（通算3期）、彦根市議会議員（通算4期）、聖泉大学・聖泉短期大学理事長を務めた。

## 略歴
滋賀県彦根市出身。彦根市立城西小学校、彦根市立西中学校、滋賀県立彦根東高等学校を経て、1964年3月、京都大学法学部卒業。司法試験に合格し、神戸地方検察庁検事を経て、1969年に弁護士登録した。日本弁護士連合会理事を務める。
1979年、彦根市議会議員選挙に立候補し、初当選する。1985年、彦根市長選挙に立候補したが、現職の井伊直愛に敗れ、落選する。1989年の市長選に再出馬し、10期目を目指していた井伊を下して当選した。1993年の市長選では落選した。1997年の市長選にも立候補したが、再度落選した。
2003年、彦根市議会議員選挙に立候補し、当選する。2005年に市議を任期途中で辞職して市長選に立候補し、12年ぶりに市長に復帰する。2009年の市長選では、次点の大久保貴にわずか39票差まで詰め寄られるも逃げ切る辛勝で再選する。2013年の市長選で、候補者調整を巡り自由民主党が分裂、またその自民系対立候補の出自を問題視することで自身が批判を浴びたこともあり、大久保に敗れ落選した（後述）。
その後2015年の彦根市議会議員選挙に再び立候補し当選。10年ぶりに市議会議員に復帰した。
2021年3月16日、同年4月25日投開票の市長選へ立候補も、投開票の結果衣服ブランド事業社長の和田裕行に敗れ、返り咲きとはならなかった。
2024年8月3日、病気のため、死去した。83歳没。死没日付をもって正五位に叙され、旭日小綬章を追贈された。

## 彦根市長として

### 公約
- 「合併の是非を問う住民投票の実施」
- 「中学校給食を彦根市内全域に広げる」
- 「場外舟券・車券売り場の建設を認めない」

### 名誉棄損による裁判
『週刊新潮』2006年11月9日号に掲載された、獅山が「公務員の飲酒運転事故の報告義務は不利益な供述の強要禁止（自己負罪拒否特権）に違反する」との発言に対して「バカ市長」などと批判した記事について、名誉棄損として新潮社に対し名誉棄損2,200万円の慰謝料と謝罪文の掲載を求めて裁判を起こした。獅山は「私は京都大学法学部出身である。ゆえにバカではない。」と主張、一審は2007年7月19日に大津地裁にて、「表現に対して行きすぎた面はあるものの逸脱した内容ではない」として、獅山の請求を棄却した。
二審は2007年12月27日に大阪高裁で下され、「前後の文脈を考えれば、表現は全人格を否定し、いわゆるバカ扱いした記載になっている」と指摘し、名誉棄損にあたると判断して新潮社側に22万円の賠償を命じ、最高裁では双方の上告を支持せず、市長勝訴が確定した。

### ひこにゃん利用中止騒動
2007年11月、彦根城築城400年祭のイメージキャラクターとして公募し採用されたキャラクター「ひこにゃん」について、彦根市に申請し許可が出れば企業が商品を販売してもよいとして、作者のもへろんが意図しない性格付けや容姿の変更など管理の杜撰さが露見され、それに対して400年祭終了後にひこにゃん利用中止を求める著作者人格権（同一性保持権）の民事調停を申し立てた。これに対して、彦根市側は「著作権は400年祭実行委員会に帰属する契約となっているため、法的根拠がない」という見解を示し、獅山自ら答弁書を提出した。

## 嘉田滋賀県知事との対立
- 2010年の滋賀県知事選挙で、嘉田由紀子の再選阻止を目論み、自由民主党滋賀県連と共に県連会長の上野賢一郎に出馬を要請したが[11]、嘉田がダブルスコアの大差で再選した。
- 2012年12月、日本未来の党を結党し代表に就任した嘉田に支払われる知事給与のうち、第46回衆議院議員総選挙で全国遊説を行う12月4日から12月6日の3日間の給与の支払停止を勧告するよう、滋賀県監査委員に対して監査請求を行った。獅山は「一つの政党のための選挙活動に公金を支払うのは違法。一県民として請求をした」と述べ、日数計算で3日給与10万2193円の支払い停止を要求。あわせて監査請求が棄却された場合は提訴する意向を表明。これに対し嘉田知事は「（知事は）特別職のため、勤務時間は決まっていない。規則上、住民監査請求は成立しない」と反論した[12]。

## 市長選を巡る騒動

### 保守分裂選挙
- 2009年の彦根市長選挙では、自由民主党が推薦を決めていた獅山に対し、一部の自民党の議員や党員が対立候補の和田裕行を支持した[13]。12年振りに再選した前回2005年の市長選に続く分裂選挙であり、再選するも次点の大久保にわずか39票差まで詰め寄られる辛勝であった。
- 2013年の市長選では、自由民主党の参議院議員有村治子の弟である有村國知との間で自民党陣営がまたもや分裂、大久保に大差を付けられ落選した。落選した自民党の両陣営は「大久保氏に漁夫の利を与えてしまった」、また「自民系同士で戦ったことで、互いに複雑な感情が生まれた。参院選に向け、しこりが残るかもしれない」と、有村治子の同年夏の参院選での再選への影響についても言及した[14]。

### 対立候補の出自の争点化
上述の2013年の選挙において獅山は、自民系対立候補の有村國知が桜田門外の変における大老・井伊直弼（彦根藩主）の暗殺に関与した薩摩藩浪士・有村次左衛門の弟の子孫であることを指摘し、そのような人物が彦根市長選挙に出馬することは容認出来ないと主張するビラを支持団体に配布させた上、争点として訴え続けた。これに対し、有村・大久保の両候補のみならず市民の間からも批判が上がった。騒動について獅山陣営の関係者からも「事前に知っていたら止めていた」「（騒動で）1000票減らした」と批判が上がる一方、「変な争点のおかげで（自民が民主に負けたという）政党選挙の色が薄まって良かった」と皮肉まじりの感想もあった。
獅山は市長在任中に、自ら再選を阻止した前任の市長で直弼の曾孫の井伊直愛に名誉市民の称号を贈ったり、彦根市として直弼の功績をたたえる奉告祭を毎年開催し、2008年には「井伊直弼と開国150年祭」を開催するなどしており、井伊直弼に関連付けた彦根市政を行っていた。
ちなみに井伊直愛は在任中の1968年に、桜田門外の変以来のわだかまりを越えて茨城県水戸市と親善都市盟約を締結している。